# Lucy Spoors
Lucy Spoors (24 de dezembro de 1990) é uma remadora neozelandesa, medalhista olímpica.

## Carreira
Formada pela Christchurch Girls 'High School, Spoors começou a remar aos cinco anos de idade. Sua primeira competição internacional foi no Campeonato Mundial Júnior de Remo de 2007 em Pequim, na China. Ela conquistou a medalha de prata nos Jogos Olímpicos de Verão de 2020 em Tóquio com a equipe da Nova Zelândia no oito com feminino, ao lado de Ella Greenslade, Emma Dyke, Kelsey Bevan, Grace Prendergast, Kerri Gowler, Beth Ross, Jackie Gowler e Caleb Shepherd, com o tempo de 6:00.04.
Junto com Brooke Francis, obteve o ouro no skiff duplo em Paris 2024.